# Georges de Kerchove d'Exaerde
Georges baron de Kerchove d'Exaerde (Gent, 6 mei 1873 - Luik, 1 augustus 1944) was burgemeester van de voormalige Belgische gemeente Bellem.

## Levensloop
Hij was de zoon van de latere gouverneur van Oost-Vlaanderen Raymond de Kerchove d'Exaerde en Valentine de Kerchove, neef en nicht. Valentine was de zus van Alice Marie de Kerchove, de betovergrootmoeder van prinses Mathilde.
Baron Georges werd gemeenteraadslid van Bellem in 1899 en hij was er burgemeester van 1908 tot 1921. Hij was gehuwd met Delphine van Eyll (1869-1909); hun dochter Anne-Marie (Anne) de Kerchove d'Exaerde (1902-2006) werd 104 jaar. Haar echtgenoot Guillaume de Crombrugghe de Picquendaele was burgemeester van Bellem van 1939 tot 1971.